# Put 'Em Up
《Put 'Em Up》（從實招來）是安室奈美惠以個人單獨名義在2003年7月16日發行的第24張單曲。

## 簡介
- 與前作《shine more》相隔約4個月的新單曲。
- 於世界各地活躍的音樂製作人與作曲家Dallas Austin的製作作品，自第15張單曲《SOMETHING 'BOUT THE KISS》與第5張專輯《break the rules》後第3次合作（前2次都是Dallas Austin與小室哲哉共同製作）。
- 歌曲以男人外遇後給女人發現為主題。與傳統外遇歌曲的悲情不同，本作描寫的是女人在發現自己的另一半偷腥後，所應該展現的強硬態度，亦是安室一向呈現出來的新時代女性風貌。
- 標題《Put 'Em Up》代表「Put them up」→「Put your hands up」，是當警察追捕犯人時說「把手舉起來」的意思[1]。
- 本作雖另有英文版本，並曾於2004年的Fan club演唱會"fan space '04"的會場中作為背景音樂，但至今並未CD音源化。精選輯《LOVE ENHANCED ♥ single collection》原定收錄本作的英文版本，但最終並未收錄。

## 收錄曲
1. Put 'Em Up （4:03）
作詞：DALLAS AUSTIN, JASPER CAMERON, michico/作曲・編曲：DALLAS AUSTIN
2. exist for you （4:19）
作詞：Debra Killings, 愛michiko/作曲・編曲：Debra Killings
3. Put 'Em Up　(Instrumental) （4:03）
4. exist for you (Instrumental)（4:19）

## 關連DVD
- PV集『FILMOGRAPHY 2001-2005』

## 資料來源
1. ↑  .   [2012-02-12]. （原始内容存档于2012-08-07）.

## 外部連結
- 安室奈美惠 avex Official web site（页面存档备份，存于）
- VISION FACTORY Artist Page（页面存档备份，存于）